# Wybory prezydenckie na Litwie w 1919 roku
Wybory prezydenckie na Litwie w 1919 roku – pierwsze wybory prezydenckie na Litwie, które odbyły się 4 kwietnia 1919 roku. Wyboru dokonała Litewska Rada Państwowa Taryba. Jedynym kandydatem był Antanas Smetona, który został zaprzysiężony na prezydenta republiki 6 kwietnia 1919 roku. Po przegranej narodowców w wyborach do Sejmu Ustawodawczego w kwietniu 1920 spowodowanej m.in. sceptycznym podejściem ugrupowania do reformy rolnej, podał się do dymisji. Do czasu przeprowadzenia nowych wyborów prezydenckich obowiązki głowy państwa pełnił marszałek Sejmu Ustawodawczego chrześcijański demokrata Aleksandras Stulginskis.